# Kadipur
Kadipur è una suddivisione dell'India, classificata come nagar panchayat, di 6.795 abitanti, situata nel distretto di Sultanpur, nello stato federato dell'Uttar Pradesh. 